# 마쓰다이라 사다유키
마쓰다이라 사다유키(일본어: 松平定行, 1587년 ~ 1668년 11월 23일)는 에도 시대 전기의 다이묘이다. 사다카쓰계 히사마쓰 마쓰다이라 종가 제2대 당주. 조모는 오다이노가타, 백부는 도쿠가와 이에야스이다.
형 사다요시가 요절하여 가케가와번의 적남이 되었다. 부친 사다카쓰가 구와나 번으로 전봉하게 되어 사다유키는 가케가와 번을 막부에 반납하게 되고 구와나 번의 세자로서 가게 되었다. 후에 부친사후 구와나 번을 계승하였으나 쇼군 이에미쓰의 명으로 오가키번주였던 동생 사다쓰나의 구와나 번 입번으로 사다유키는 4만석을 가증받아 이요 마쓰야마 번으로 전봉하게 되었다.
| 전임 마쓰다이라 사다카쓰 | 제2대 가케가와번 번주 (히사마쓰 마쓰다이라가, 사다카쓰계 종가) 1607년 ~ 1617년 | 후임 안도 나오쓰구 |

| 전임 마쓰다이라 사다카쓰 | 구와나번 번주 (히사마쓰 마쓰다이라가, 사다카쓰계 종가) 1624년 ~ 1635년 | 후임 마쓰다이라 사다쓰나 |

| 전임 가모 다다토모 | 제1대 이요 마쓰야마 번 번주 (히사마쓰 마쓰다이라가) 1635년 ~ 1658년 | 후임 마쓰다이라 사다요리 |